# カランガスム王国
カランガスム王国（カランガスムおうこく）は、ゲルゲル王国より別れたバリ8王国のうちの1つ。都はカランガスム県アムラプラ（アンラプラ、旧名カランガスム）。

## 建国
16世紀末、ゲルゲル王国3代目の王スリ・ブクンの時代、バタン・ジュルックが反乱を起こしたが、敗北しジュングタンで没し、彼の兄弟のアビアン・ナンカ、トゥサン、キヤイ・ブブンガンは、都であったゲルゲルを捨て、カランガスムへ逃亡。17世紀後半、そのキアイ・ブブンガンの末孫グスティ・クトゥット・カランがカランガスム地方を統一し、バトゥアヤに王宮を建立した。

## 覇権
18世紀、群雄割拠するバリ島の8王国の中でも勢力が強大になり、バリ島の東側のロンボク島西部をも支配した。チャクラヌガラ王は、ロンボク島に1727年ナルマダ離宮、1744年タマン・マユラという宮殿を建立している。また、1800年頃、8代目グスティ・グデ・カランガスム王は、バリ北部のブレレン王国のグスティ・ングラ・パンジ、グスティ・ングラ・ジュランティック兄弟が後継者争いをしていたため、そのに乗じてブレレン王国を影響下にした。

## オランダの侵攻
1846年-1849年のバリ戦争に勝利したオランダはカランガスムの影響下にあったブレレン王国をオランダの保護領とした。また、ウブドのスカワティ家と連合して、クルンクン王国と戦うが、傍系のロンボク王家がカランガスムに兵力を動員した隙にロンボク島でササック人の反乱が起こし、これに乗じてオランダが介入でロンボク王家は敗北し、カランガスム王国は力を失う。そして、カランガスム王国は、オランダの保護領となり、王には領事という地位が与えられた。逆にこのことで王の地位は強化された。また、オランダの支配を認めたことで、それ以上侵攻されずオランダは間接的な統治に留め、形だけの王政はそのまま残り、王宮や王国の富も流出しなかった。スカワティ家とともにオランダの植民地支配のエリートとしての地位を築いた。

## その後
その後は、オランダの文化の導入、王族子弟のオランダ留学など新しい文化が華を開いた。19世紀末、ヨーロッパに留学した最後の王アナック・アグン・アングルラ・クトゥは、ヨーロッパの建築様式を取り入れたアグン・カランガスム宮殿を建立した。また、1921年にはアムラプラの南部にあるウジュンにやはりヨーロッパ建築様式の王宮を建立した。（現在は1963年のアグン山の噴火、1979年の地震で廃墟となっている）さらに1947年にはタマル・ティルタガンガ（ガンジス川の聖水という意味）と名づけられた水の宮殿を建立。王が週末を楽しむ為の離宮であった。そして、1949年にインドネシア共和国の成立をもって、カランガスム王国は終焉を迎える。